# تريفور هوفمان
تريفور هوفمان (بالإنجليزية: Trevor Hoffman)‏ هو لاعب كرة قاعدة أمريكي، ولد في 13 أكتوبر 1967 في بيلفلاوير في الولايات المتحدة.

## وصلات خارجية
- تريفور هوفمان على موقع دوري كرة القاعدة الرئيسي (الإنجليزية)
- تريفور هوفمان على موقعبيزبول رفرنس.كوم (الدوري الرئيسي) (الإنجليزية)
- تريفور هوفمان على موقعبيزبول رفرنس.كوم (الدوري الثانوي) (الإنجليزية)
- تريفور هوفمان على موقع إي إس بي إن.كوم (أم.أل.بي) (الإنجليزية)
- تريفور هوفمان على موقع مشجعي الرسوم البيانية (الإنجليزية)
- تريفور هوفمان على موقع قاعة مشاهير كرة القاعدة (الإنجليزية)
- تريفور هوفمان على موقع الموسوعة البريطانية (الإنجليزية)
- تريفور هوفمان على موقع إن إن دي بي (الإنجليزية)